# Розенберг, Мелисса
Мели́сса Энн Ро́зенберг (англ. Melissa Anne Rosenberg; род. 28 августа 1962, округ Марин, Калифорния) — американская сценаристка. За многочисленные работы в кино и телевидении получила премию «Эмми», две премии американской гильдии сценаристов за работу над телесериалом «Декстер», а также была номинирована на антинаграду «Золотая малина» (2011) за сценарий к фильму «Сумерки. Сага. Затмение». В 2012 году стала автором сериала «Красная вдова». С 2015 по 2019 год была создателем и шоураннером сериала «Джессика Джонс».